# Helleboroideae
Helleboroideae este o subfamilie a familiei Ranunculaceae.